# Première bataille de Zoumar
Seconde guerre civile irakienne
La première bataille de Zoumar a lieu lors de la seconde guerre civile irakienne à Zoumar (en), ville située à 60 km au nord-ouest de Mossoul. 

## Déroulement
Le 1er août 2014, les djihadistes de l'État islamique lancent une attaque contre une installation pétrolière et un barrage contrôlés par les peshmergas kurdes du Gouvernement régional du Kurdistan. Pour les djihadistes, la prise du barrage est d'une grande importance car elle leur permettrait de ravitailler Mossoul en électricité.  
Le combat a lieu à Zoumar, près de Mossoul, le premier jour les Peshmerga ont l'avantage et repoussent le djihadistes. 
Les pertes sont de 14 tués du côté des Peshmerga selon les déclarations à l'AFP d'un haut officier kurde et d'un responsable de Union patriotique du Kurdistan (UPK). Ce dernier ajoute que les pertes des djihadistes sont d'une centaine de morts et de 38 prisonniers.
Les Kurdes entrent ensuite dans la ville de Zoumar mais ils s'en retirent  pour permettre à l'armée irakienne d'effectuer des bombardements sur les positions de l'EI.
Mais le lendemain, les djihadistes de l'État islamique contre-attaquent et prennent le contrôle de la ville à l'issue de combats contre les peshmerga. Le gisement pétrolier d'Aïn Zalah tombe également entre leurs mains.